# Troncal 15 (Venezuela)
La Troncal 15 es una carretera nacional o de primer orden en Venezuela, que comunica al estado Guárico con los estados Estado Anzoátegui, Monagas y Delta Amacuro en sentido oeste-sureste. Parte desde Valle de la Pascua en el estado Guárico, atraviesa el estado Estado Anzoátegui y Monagas y culmina en el estado Delta Amacuro. Entre las localidades que comunica se encuentran Valle de la Pascua, El Socorro, Santa María de Ipire, Pariaguán, El Tigre, San José de Guanipa, San Tomé, Temblador y Tucupita.
- Datos: Q25413265